# Рабах, Лина Саидовна
Лина Саидовна Рабах (14 января 1982) — российская футболистка, полузащитник. Выступала за сборную России. Участница Универсиады 2009 года.

## Клубная карьера
Начала играть в футбол в восьмилетнем возрасте. С пятого по девятый класс занималась футболом в спортивной школе «Чертаново». После чего выступала за московскую «Диану».
В 2002 году стала игроком тольяттинской «Лады». Становилась чемпионом России и дважды завоёвывала серебро данного турнира, выигрывала Кубок России. Включалась в список 33-х лучших футболисток по итогам 2003 и 2004 годов.
В сезоне 2005 года выступала за «Россиянку» и «Приалит». В следующем году стала игроком московского «Спартака», с которым дошла до финала Кубка и завоевала серебро чемпионата.
В марте 2007 года находилась на сборах пермской «Звезды-2005». Однако сезон 2007 года начала в стане московского ШВСМ Измайлово, где играла вплоть до 2010 года.

## Карьера в сборной
За сборную России до 18 лет провела семь матчей.
Дебют за сборную России состоялся 18 мая 2003 года в матче отборочного турнира на чемпионат Европы 2005 против Польши (6:0). Всего в рамках квалификационного турнира участвовала в шести матчах. В 2005 году сыграла в товарищеских матчах против Украины (2:1) и Китая (1:3), в 2006 году — против Нидерландов (0:5), а в 2007 году вновь сыграла против Китая (0:1).
В 2009 году выступала за сборную России на Универсиаде в Белграде, где россиянки заняли пятое место.

## Футзал
Параллельно с игрой в футбол Рабах выступала за футзальные команды. В 2007 году начала выступать за «Торпедо-МАМИ». Вместе с командой стала финалисткой Кубка России 2010 года, на котором сама Рабах была признана лучшим игроком турнира.
Участвовала в чемпионате мира (AMF) 2008 года в Испании, где российская сборная заняла четвёртое место. В 2009 году стала чемпионом Европы (AMF).

## Достижения
«Лада»
- Чемпион России: 2004
- Серебряный призёр чемпионата России (2): 2002, 2003
- Обладатель Кубка России: 2004

«Спартак»
- Серебряный призёр чемпионата России: 2006
- Финалист Кубка России: 2006